# Ljudsko slovstvo
Ljudsko slovstvo (tudi Ustno slovstvo) je skupen izraz za ljudsko pripovedništvo in ljudsko pesništvo, ki se je razvijalo od nekdaj do sredine 18. stoletja (in zopet med 2. svetovno vojno). To je pomemben dokaz o živosti jezika in vir ustvarjanja za kasnejša obdobja. Ljudska dramatika ni ohranjena.
Zapisovati se je začelo v 18. stoletju, zlasti v Pisanicah, nato so začeli zapisovati še ostali razsvetljenci. V času romantike je opazen porast zapisovanja. Na Slovenskem so znani zapisovalci predvsem Žiga Zois, Valentin Vodnik, Stanko Vraz in Karel Štrekelj.
Pripovedništvo je najverjetneje nastajalo pozimi s pripovedovanjem, pesništvo pa med delom za krajšanje časa in sprostitev (zato je morala biti vsebina preprosta). Ohranjalo se je v ustnem izročilu, se prenašalo od ust do ust in se tako spreminjalo (modifikacije ali variante ali različice del).
Avtorji posameznih del niso znani. Besedilo je preprosto, pogosto v narečnem jeziku s tujkami, hkrati pa je jezikovno bogato, saj vsebuje številne pomanjševalnice, okrasne pridevke, stalna ljudska števila (3, 7, 9), ponavljanja in pretiravanja. V delih pogosto nastopajo pravljična bitja.
Posebnega pomena v slovenski kulturni in literarni zgodovini je (zlasti koroško in prekmursko protestantsko) bukovništvo.

## Razdelitev
| Pripovedništvo                                                                   | Pesništvo          | Pesništvo | Dramatika      |
| -------------------------------------------------------------------------------- | ------------------ | --- | -------------- |
| - pripovedke - pravljice - legende - bajke - smešnice - pregovori, reki - uganke | Epsko (pripovedno) | Lirsko (izpovedno)                                                                                                | - ni ohranjena |
| - pripovedke - pravljice - legende - bajke - smešnice - pregovori, reki - uganke | - balade - romance | - ljubezenske pesmi - otroške pesmi - vojaške pesmi - nabožne pesmi - obredne pesmi - pivske pesmi - kmečke pesmi | - ni ohranjena |